# بيرسون بست
بيرسون بست (20 ديسمبر 1963 - ) (بالإنجليزية: Pearson Best)‏ هو لاعب كريكت بريطاني. شارك مع منتخب جزر كايمان للكريكت.